# レインボーシックス ベガス2
『レインボーシックス ベガス2』（Rainbow Six: Vegas 2）は、ユービーアイソフトより2008年3月18日に北米、2008年4月24日に日本でXbox 360版が発売された、ラスベガスを舞台に多国籍特殊部隊"レインボー"が大規模テロに立ち向かう、一人称視点シューティングゲーム。
「レッドオクトーバーを追え」「今そこにある危機」等で世界的人気を博すトム・クランシー原作の特殊部隊アクション「レインボーシックス」シリーズの7(拡張を含むと19)番目の物語、『レインボーシックス ベガス』の続編（後編）。

## 概要
今回は、『レインボーシックス ベガス』で別行動を取っていた「チームブラボー」が主隊となり、前作と同時に進行していた、事件の側面、過去、そして結末が描かれる。
- 本タイトルは、『レインボーシックス ベガス』のXbox Live用ダウンロードコンテンツとして計画されたものであったが、開発側の意向で色々な機能を加味していくうちにアドオンのレベルを超えてしまい、単体続編タイトルとして改めて発表になった[1]。
- 実績が解除されない、不自然な敵の出現(湧き)、システム上の細かな不具合等は数度のオンラインパッチでやや改善されている。
- 日本語版では、北米版で予約等の特典であった数種の武器・対戦マップが始めから収録されている。

## ストーリー
世界規模での対テロ対策として、各国選り抜きの特殊部隊員で構成された『チームレインボー』。2010年7月2日、ローガン率いるチームアルファは、国際指名手配中のテロリスト、イレーナ・モラレスを追ってメキシコ国境へ向かう。その頃、ビショップ率いるチームブラボーは、ラスベガスに化学兵器が持ち込まれたとの情報を掴み、行動を開始していた。
ゲームは5年前のフランス、ピク・デ・ピレネーから始まる。 欧州連合の人質グループを救出しなければならない。 地元警察とレインボー部隊が科学観測所を取り囲み、交渉を始める中、ビショップは、ナイト、そして2人の新米訓練生ローガン・ケラーとガブリエル・ノワックからなるブラボーチームの指揮を任される。 交渉役のモンロー中尉は、レインボーのアルファチームとブラボーチームが作戦を開始する間、テロリストの注意を効果的にそらすため、テロリストと直接話をしようと画策する。 ビショップは分隊の仲間を指定された位置に連れて行き、アルファが所定の位置に着くのを待つ。 しかし、アルファが到着する前に、ノワックがテロリストの一人が人質を処刑しようとしていると考え、早々に発砲。 ブラボーはテロリストに発砲せざるを得なくなるが、ノワックが最初に発砲したときにパニックになったテロリストの巻き添えを食ってモンローが死亡する。
シックスはビショップにテロリストが逃げようとしている。さらに、爆弾の信管を解除する必要があることをビショップに伝える。ブラボーが到着すると、ノワックが爆弾の信管を外す任務を命じられ、爆弾の解除は成功したが、突然の攻撃でテロリストがノワックに発砲。ノワックは倒れ、チームメイトは彼を置き去りにはしないと断言する。アルファチームが到着して状況を鎮め、作戦終了と同時にノワックに応急処置を施す。
2010年、ラスベガスにて。ビショップはユーロコプター・パンサー・ヘリコプターに乗り、チームメイトとしてユング・パーク（エレクトロニクスの専門家）とマイケル・ウォルター（破壊工作の専門家）、情報将校兼コーディネーターとしてシャロン・ジャッド、ヘリのパイロットとしてゲイリー・ケニオンがいる。シックスは衛星ビデオでビショップと連絡を取り、ビショップにこれから起こる作戦の状況報告をする： ミゲルとアルバレス・カブレロという2人の人身売買業者が、突如として小火器売買に興味を持ち始め、さらに最近では化学兵器にも手を出しているというのだ。レインボーと国家安全保障局（NSA）は、カブレロ兄弟が反体制派のために作戦を実行していることは間違いないと確信しているようだ。
ブラボーは地上に降り立ち、カブレロ兄弟のアジトと目される倉庫に乗り込む。 NSAの潜入調査員スコット・ネビルを助けようとして失敗し、正体がばれてしまったブラボーは、テロリストの群れをかき分けて別の倉庫に向かうが、そこでさらなるテロリストに銃を突きつけられたヒスパニックの人質を発見する。 素早い救出の後、チームはレインボーのヘリコプターに拾われ、カブレロの化学兵器がある施設に向かう。 施設に到着し、区域を確保すると、ウォルターは化学爆弾があると思われる隠し場所を捜索する。 しかし、現場に到着するのが遅すぎた。 ウォルターはスタジアムに閉じ込められた人々を救えなかった自分を責めるが、ビショップが全責任を負う。
防護服に変装してアリーナから逃亡したカブレロの弟ミゲルを追うブラボーは、彼を守るテロリストをすべて排除し、ミゲルはその場で尋問を受ける。ミゲルは最初、爆弾についての知識を否定するが、ビショップがマイケルに引き金を引かせて脅した後、ミゲルはその場所を白状した。
その後、ラスベガス国際コンベンションセンターで、警備主任デニス・コーエンがチームによって救出される。 ここでビショップはシャロンから、2つ目の爆弾がラスベガスの人口密集地に向かうモノレールにあることを聞く。 ビショップはモノレールに向かうが、ウォルターは爆弾を解除できない。 ビショップはウォルターに「爆弾を爆発させろ、ただし民間人のいるところでは爆発させるな」と巧みに命令し、最終的にNSA副長官アーロン・ローレンスの「爆弾を始末しろ」という命令と、シックスの「レインボーの優先事項は民間人の命を守ることだ」という命令の両方を果たす。 チームが避難しようとしたとき、NSAのエージェントがビショップと接触し、テロリストが占拠しているダウンタウンのペントハウスの状況を知らせる。
そしてチームは、最後の爆弾がある前述の高級ペントハウスに向かう。エコーチームがブラボーを支援するために派遣されたことをシャロンがチームに報告したとき、彼女はスナイパーに撃たれる。ゲイリーがシャロンを抱きかかえて機体を安定させようと奮闘している間に、ヘリコプターは墜落寸前に。ブラボーチームはロープで降りて狙撃手を排除し、ビルに降りる。数分後、爆弾が爆発し、エコーが確保していた階を蒸発させてしまう。
続くカジノでのテロリストとの戦いで、ブラボーはSWATチームを救援し、多くの一般市民の人質を救出する。そして、重武装したテロリストに守られたチャイニーズシアターに3つ目の爆弾が仕掛けられていることが判明する。 ウォルターは爆弾の解除に成功し、チームは屋上のクリアリングを進めて脱出する。 ディングはビショップに、ローガンのアルファチームが待ち伏せされ、チームメイト（カンとガブリエル）が捕まったことを知らせる。
屋上では、NSAのエージェントが、アルバレスがモハベ砂漠のクラーク郡で目撃されたこと、アルバレスはラスベガスの複数のホットスポット（カジノ、ホテル、コンベンションセンター、スタジアム、駅など）の爆破に関与しているため、アルバレスを逃がすのは危険すぎると言ってビショップと合流する。 アルバレスを逃がすわけにはいかないと、ビショップとナイトはヘリコプターに乗り込む。
激しい抵抗に見舞われながら製油所を抜け、廃墟と化した車両基地に向かう。ようやく飛行場にたどり着いたとき、NSAエージェントの正体がガブリエル・ノワックであることが判明、アルバレスを射殺。レインボー隊員が裏切り者であることが明らかになり、ゲイリーに助けられて間一髪ビショップとナイトは生き延びる。
シックスはチームに撤退を命じる。しかし、ビショップ、ナイト、ユング、ウォルターはノワックの後を追ってコスタリカの別荘地に向かう。チームはテロリストを殺しながら屋敷を襲撃。突然、ヘリコプターのエンジン音が聞こえ、ローガンをリーダーとするレインボーの工作員が降下し始める。ビショップが「ブラボーは撤退しない」と言うと、ローガンはビショップの教えを引用し、互いを信頼し守ることを説く。ガブリエルを探すためにチームが二手に分かれると、ブラボーはピク・デ・ピレネーで窮地に陥ったときと同じ方法で待ち伏せされる。
ついにガブリエルとビショップは対面し、ガブリエルはレインボー全員を出し抜いてやったとほくそ笑み、ピレネーで起きたことで罰を受けるべきであったと主張し、ビショップが自分のミスをことごとく庇ってきたことを責める。ガブリエルは銃を抜くが、ビショップが先に撃つ。 一連のテロ事件はこうして終わったがディングは無線で直接の命令に従わなかったビショップを非難する。マイクがビショップを擁護したが、ディングはビショップをレインボーの副司令に任命し、シックスとともにヘレフォードで働くようにと言ってチームメイトを安心させた。 

## ゲームシステム
『ベガス』と比較して、敵/味方AIの見直し、銃弾の貫通要素、味方への各種グレネード投擲指示、監視衛星によるエリアの体温探知指示等が補強・追加された。特に特徴的なシステムとして以下の物がある。

### キャラクター・メイキング
ゲームを始めると、まず最初にプレイヤーは主人公『ビショップ』の外見を設定する事になる。ここで設定した容姿はオフラインのシングルプレイ（ストーリー・テロリストハント）、オンラインを含むマルチプレイ両方に反映される。ビショップは「性別」、「顔」（男性は「髭」も選択可）、「フェイスペイント」を随時自由に変更することが可能で、服装・アーマー・迷彩と合わせるとそのバリエーションはかなりの多肢に亘る。尚、変化するのは外見と声（男・女）のみで、性別による能力差が出る事は無い。
「服装」はヘッド(頭)・フェイス(顔)・チェスト(上半身)・レッグ(下半身)、「アーマー」はボディ(体)・ショルダー(肩)・アーム(腕)・レッグ(足)に分類され、それぞれに迷彩を施せる。「アーマー」は部位別に防御値・機動値が設定されており、防御値合計は銃撃を受けた際のダメージ、機動値合計は移動速度に影響する。防弾性能が高いものほど重く、機動性は下がる（銃撃やグレネードの回避時に不利となる）。前作同様、各アーマーは外見上 警察・傭兵・軍用の3タイプ、それぞれ3ランク程度用意され、男女で形状・デザインが若干異なる物も存在する。（"ゲリラ"タイプは今回省略、ランクは日本語版では削られているが[ASSAULT(重)][COMBAT(中)][RECON(軽)]と各表記されている）
尚、"頭部への銃撃は一撃死"というルール上、頭部装備に一切防弾効果は無い。
「迷彩」については、各国の実在迷彩から自分で調整出来るオリジナルの物まで多彩に用意され、服装・アーマーと共に階級が上がるごとにアンロックされ増えていく。尚、「武器」は、階級ではなく下記のA.C.E.S.レベルを上げる事により逐次アンロックされる。
前作同様、Xbox Liveカメラを使い、自分の顔を取り込むことも出来る。

### A.C.E.S.システム
前作では、階級を上げる為の「経験値」(EXP)はオンラインでのプレイでしか蓄積させる事が出来なかったが(P.E.C.：Presistent Elite Creation システム)、今作からA.C.E.S.(Advanced Combat Enhanced & Specialization)という成長システムが作られ、オンライン・オフライン問わず経験値が加算され、様々な行動(敵の倒し方)により技能レベルを上げる事が出来る様になった。技能項目は3種。マークスマン(射撃技能) は遠距離狙撃や頭を狙う事で、CQB(閉所・近接戦技能) は近距離や背面狙撃、アサルト(突撃戦闘技能) は爆薬や壁越しに敵を倒す等で、EXPとは別にA.C.E.S.ポイントが加算される。ポイントが一定に達するとその技能レベルが上がり、EXPボーナスや新規武器が入手できる。

## 登場人物
ビショップ (Bishop)
日本語版声優 - 大川透（男性）、本田貴子（女性）
本作の主人公。レインボーの教練所(アカデミー)教官でブラボーチームリーダー。現司令官のディングとは陸軍服務時代からの旧友。『ビショップ』はコードネームで、性別・人種・外見はプレイヤーにより自由に選択される。協力プレイにおいては『ナイト』とコードを変え他プレイヤーのゲームに参加する。5年前、フランス・ピレネーの通信施設で、当時新米のローガンとガブリエルを率い人質救出作戦に参加、これが事件に影響を与えて行く。
マイケル・ウォルター (Michael Walter)
日本語版声優 - 飯島肇
重火器と爆破のエキスパート。中盤アルファチームとしてローガンと行動する以外はビショップのチームとして随伴。
ジャン・パク (Jung Park)
日本語版声優 - 武虎
エレクトロニクスとリコン（偵察）担当。マイケルと共に一時ローガンのチームに配置される以外ブラボーチームで活動する。
ドミンゴ "ディング"・チャベス (Domingo "Ding" Chavez)
日本語版声優 - 木村雅史
レインボーの司令官(=シックス)。元レインボー・チーム2リーダーでその後昇進。本部の英国ヘルフォード陸軍基地内から指示を出す。5年前のフランスではアルファチームで指揮を取っていた。
ローガン・ケラー (Logan Keller)
日本語版声優 - 土田大
前作の主人公。アルファチームリーダーで別途作戦行動中である。CQBのスペシャリスト。
ガブリエル・ノワック (Gabriel Nowak)
日本語版声優 - 坪井智浩
ローガンと同チームで行動していたが前作終盤で裏切りが発覚、消息不明となる。5年前の作戦以降、強い劣等感に苛まれていた。
ゲイリー・ケオン (Gary Kenyon)
日本語版声優 - 伊丸岡篤
ブラボーチームのヘリ（Eurocopter Pantherのノーター改修仕様）操縦士。
シャロン・ジュッド (Shalon Judd)
日本語版声優 - 世戸さおり
ブラボーチーム情報担当官。ある疑念からチームに志願した。
ジョアンナ・トーレス (Joanna Torres)
日本語版声優 - 根本圭子
アルファチーム情報担当官。声のみの出演。
アーロン・ローレンス (Aaron Lawrence)
日本語版声優 - 水内清光
NSA(国家安全保障局)次官。典型的なプライド優先の役所思考。自局のカブレロ兄弟へのアプローチ作戦が失敗し、再潜入とテロ阻止の為レインボーにサポートを要請して来た。
アルバレス・カブレロ (Alvarez Cabrero)
日本語版声優 - 斎藤志郎
密輸・密入国斡旋を扱うマフィア"ツー・コヨーテ"のカブレロ兄弟、兄。前作で処理されるテロリスト指揮官イレーナ・モラレス、及び何者かと結託し傭兵団と武器を運用、ラスベガスに大規模テロを仕掛ける。
ミゲール・カブレロ (Miguel Cabrero)
日本語版声優 - 樫井笙人
カブレロ兄弟の弟。密入国者を使い、メキシコから武器と化学物質を密輸し爆弾を作らせていた。
モンロー (Monroe)
日本語版声優 - 樫井笙人
ピレネー通信施設での人質救出作戦の交渉人。階級は中尉。部隊が突入するまでの時間稼ぎを行う。
ネヴィル (Neville)
NSA潜入捜査官。序盤、密輸された武器の規模を探る為、ミゲールに接触を図る。
デニス・コーエン (Dennis Cohen)
日本語版声優 - 加瀬康之
インターナショナル コンベンションセンター警備主任。テロリストに施設を占拠され、警察に通報するが人質として捕まり、脅されながら通報を誤報だったと連絡してくる。